# Ascidieria
Ascidieria es un género que tiene asignada seis especies de orquídeas, perteneciente a la tribu Podochileae. Es nativo de Asia desde Tailandia a Malasia.
El género estaba considerado como monotípico durante muchos años hasta que recientemente se le añadió una segunda especie. El género fue separado de Eria sobre la base de la diferencia de labelo. Tiene como Eria 8 polinias. 

## Taxonomía
El género fue descrito por (Hook.f.) Seidenf. y publicado en Nordic Journal of Botany 4: 44. 1984.

## Especies
- Ascidieria cymbidifolia (Ridl.) W.Suarez & Cootes
- Ascidieria longifolia (Hook.f.) Seidenf.
- Ascidieria maculiflora J.J.Wood
- Ascidieria palawanensis (Ames) W.Suarez & Cootes
- Ascidieria verticillaris (Kraenzl.) Garay
- Ascidieria zamboangensis (Ames) W.Suarez & Cootes